# Carlos Solis
Carlos Solis egy szereplő neve az amerikai ABC televíziós csatorna Született feleségek című sorozatában. Megformálója Ricardo Antonio Chavira. A magyar változatban Csankó Zoltán kölcsönzi hangját Carlosnak.
| „                  | Carlos, aki a cégfelszámolási üzletben utazott, a harmadik randevújukon kérte meg. Gabrielle-t meghatotta, mikor könnyeket látott kibuggyanni a férfi szeméből, de hamarosan rájött, hogy Carlos mindig elsírja magát, ha összehoz egy nagy üzletet. | ” |
| – Mary Alice Young | |   |

## Története

### 1. évad
Carlos Solis féltékeny férj, aki mindent megtesz, hogy csak az övé lehessen Gabrielle. Ám azt nem is sejti, hogy neje a kertészükkel, John Rowlanddel tart fent viszonyt. Carlos azonban gyanakszik nejére, ezért összever egy kábelszerelőt, mert azt hiszi, hogy a szerelő Gaby szeretője – de kiderül, hogy a kábeles meleg. Eközben Carlost letartóztatják, mert főnöke, Tanaka csőbe húzta.
Juanita Solis, Carlos édesanya is meghal, akit Andrew Van De Kamp gázolt el, erről azonban csak a Van De Kamp család tud. Carlost háziőrizetbe helyezik és ekkor elkezdi babrálni Gaby fogamzásgátlóit. Gaby teherbe esik, de nem tudja, hogy ki az apja a babának. Gaby megtudja, hogy Carlos tehet arról, hogy terherbe esett, ezért megszökik otthonról. Carlos utánamegy, megszegve ezzel a háziőrizetet, és megint melléfog, mert összeveri Justint, John meleg haverját. A rendőrök elkapják Carlost és bíróság ellé állítják. A tárgyaláson John elmondja Carlosnak az igazat, és ekkor Carlos nekiesik…

### 2. évad
Carlost elítélik bántalmazás miatt és Gabrielle-nek elege van abból, hogy folyton a börtönbe járkáljon Carloshoz. Gaby talál egy menő ügyvédet, David Bradley-t, aki kihozhatná férjét, de nem teszi, mert szerelmes lett Gabyba. Eközben történik más is, például egy betörőnek köszönhetően Gaby megsérül és elvetél, Carlos pedig váratlanul hazatér, mert egy Mary Bernard nevű apáca kihozta a börtönből. Carlos elmondja Bernard nővérnek, hogy mennyire szeretne gyereket, erre a nővér azt javasolja, hogy Carlos váljon el Gabytól. Ezt Gaby is megtudja és a templomban összeverekszik Mary nővérrel. Amikor hazatér, Gaby megadja azt a férjének, amire Carlos úgy vágyik: beleegyezik, hogy gyerekük legyen. Eközben hozzájuk költözik egy kínai szobalány, Xiao-Mei aki Maxim Bennettnél dolgozott, de a nő rabszolgaként bánt vele. Gaby megtudja, hogy az esés miatt nem lehet többé gyereke. Ekkor toppan be hozzájuk Gaby anyja, Lucia Márquez és felajánlkozik béranyának. Gaby azonban rögtön érkezése napján kidobja anyját a házból, aki kénytelen szállodába költözni.
Soliséknak nem marad más választásuk, mint az adoptálás. Meg is találják gyermekük leendő anyját egy Libby Collins nevű sztriptíztáncosnőben, akivel azonban problémájuk akad. Libby volt barátja ugyanis nem akar lemondani a babáról, ezért nem sokkal azután, hogy Carlos és Gaby hazaviszi az újszülöttet a kórházból, le is kell mondaniuk a gyerekről. Eközben Xiao-Mei-t ki akarják toloncolni az országból. Ekkor Carlos kitalálja, hogy Xiao-Mei legyen a béranya. Ám időközben Carlos lefekszik Xiao-Mei-jel, ezért Gaby kidobja a férfit a házból. A béranyával pedig közli, hogy ő addig nem megy el a házból, míg a hasában van Gaby gyereke…

### 3. évad
Carlos vesz egy lakást, ám ezzel még nincs vége, mert Gabyval nehéz válás elé néznek. Amikor már épp kibékülnének, Lynette, Bree és Orson esküvőjén össze akarja hozni Carlost Nora Huntingtonnal. Gabrielle-nek ez egyáltalán nem tetszik és mások tudtára is adja, ám épp ekkor folyik el Xiao-Mei magzatvize, ezért gyorsan besietnek vele a kórházba. Kiderül, hogy Xiao-Mei petéjét elcserélték, aminek következtében fekete gyereket szül, így Gaby és Carlos lemondanak a gyerekvállalásról.
Válásuk után Carlos Mike-hoz költözik. Ezután még mindig barátok exnejével, ám Carlost nagy meglepetés éri, amikor megtudja, hogy exneje Zach Young-gal jár. A Scavo Pizzéria megnyitóján megjelenik Zach is, Gaby pedig megkéri Carlost, hogy zavarja el Zach-et, mert azt mondta neki, hogy múlt éjjel szexeltek. Ám Carlos a WC-ben meglátja Zach férfiasságát, és igencsak elbizonytalanodik. Ezt elmondván Gabynak a nő rögvest szakít a kamasszal.
Közben Edie is feltűnik a színen. Exférje elutazott, így egy hónapig Edie-nek kell vigyáznia fiára, Travers-re. A nő azonban folyton lepasszolja Carlosnak a fiát, aki hamar összebarátkozik a gyerekkel, és hamarosan Edie szerelmét is elnyeri. Edie pedig Traverst használja csalinak, hogy magához édesgesse Carlost.
Egyik délután Carlos csodálkozva nézi a híradót, amelyben Gaby és Victor eljegyzését mutatják. A Pizzériában tartott eljegyzési partin Edie elmondja Gabynak, hogy Carlos-szal jár. Gabynak ez ugyancsak nem tetszik, ezért elmegy Travers születésnapi bulijára, amit a Lila Akác köz főterén tartanak. Carlos azonban felkapja Gabyt és elcipeli a helyszínről. Elmondja Gabynak, hogy igaz, miszerint Edie-vel jár, de ők ketten soha nem lesznek igazi barátok.
Carlos megbeszéli Edie-vel, hogy vállaljanak gyereket, Edie bele is egyezik, ám titokban fogamzásgátlót szed.
Lang-ék esküvőjére Edie és Carlos külön mennek el. Miután Edie elindul az esküvőre, Carlos véletlenül megtalálja a fogamzásgátló-tablettákat, és az esküvőn végleg szakít Edie-vel.
Ezután Gaby megtalálja Carlost, a férfi pedig elmondja neki, hogy boldogtalan, és hogy Gabyval mindig boldog volt. Válaszul Gaby megragadja Carlost és elkezdi csókolgatni…

## Idézetek
- "Tavaly több mint kétszázezret kerestem a vele kötött üzletben. Ha tapizni akar, had tapizzon."
- "Basszus, már megint elállítódtak a színek!"
- "Ha megdugott volna, arra emlékeznél."

## Bűntény
- Carlos majdnem fél évig ült börtönben, mert rabszolga munkát végeztetett.
- Bántalmazott két férfit, mert azt hitte, hogy Gabrielle velük csalja meg őt, ráadásul ez a két férfi homoszexuális volt. (az egyik Justin volt)